# 福岡大学短期大学部
福岡大学短期大学部（ふくおかだいがくたんきだいがくぶ、英語:  ）は、福岡県福岡市大名町227に本部を置いていた日本の私立大学である。1950年に設置され、1958年に廃止された。

## 概要

### 大学全体
- 福岡県福岡市[注 1]に所在した日本の私立短期大学で、設置主体は学校法人福岡大学[注 2]。
- 国内で最初に認可された短期大学149校[注 3]の1校として、1950年に福岡商科大学短期大学部として昼間部、夜間部各3学科体制で開学した[注 4]。
- しかしながら、1955年度の入学生を最後に[注釈 2]、短期大学としての使命を終える[注釈 3]。

### 教育および研究
- 学科を参照のこと。

### 学風および特色
- 開学当初から夜間部が設けられていた。

## 沿革
- 1949年
  - 10月 文部省[注釈 4]に短期大学[注 5]の設置認可に関する申請を行う[注 6]。なお、学科・専攻は以下の通りとなっている[注 7]。
    - 商経科 
      - 第一部 入学定員160名
      - 第二部 入学定員80名

    - 貿易科
      - 第一部 入学定員100名
      - 第二部 入学定員60名 

    - 英文科
      - 第一部 入学定員60名
      - 第二部 入学定員30名
- 1950年 
  - 3月14日 左記を以て短期大学の設置が文部省[注釈 4]より認可される[注 8]。
  - 4月1日 左記を以て福岡商科大学短期大学部が上記の学科体制にて開学する[注 9]。
    - 商経科 
      - 第一部 入学定員160→100
      - 第二部 入学定員80名→60

    - 貿易科
      - 第一部 入学定員100名
      - 第二部 入学定員60名 

    - 英文科
      - 第一部 入学定員60名
      - 第二部 入学定員30名
- 1951年
  - 3月15日 学校法人が成立する[18]。
- 1952年 
  - 3月17日 教職課程の設置が認められる[19]。
- 1954年
  - 5月1日 学生数[20]/定員
    - 商経科
      - 第一部 969[注 10]/200
      - 第二部 479[注 11]/120

    - 貿易科
      - 第一部 ？[注釈 5]/200
      - 第二部 ？[注釈 5]/120

    - 英語科
      - 第一部 ？[注釈 5]/120
      - 第二部 ？[注釈 5]/60
- 1955年 
  - 4月1日 この年度で短期大学としての学生募集を最終とする[注釈 2]。
- 1956年
  - 4月1日 福岡大学短期大学部と改称。[1]。
- 1958年
  - 9月12日 左記をもって正式に廃止となる[注釈 3]。

## 基礎データ

### 所在地
- 福岡市大名町227[注釈 1]

### 象徴
- 右記資料を参照のこと[21]。

## 教育および研究

### 組織

#### 学科
- 商経科
  - 第一部 入学定員100名[注釈 6]
  - 第二部 入学定員60名[注釈 6]
- 貿易科
  - 第一部 入学定員100名[注釈 6]
  - 第二部 入学定員60名[注釈 6]
- 英語科
  - 第一部 入学定員60名[注釈 6]
  - 第二部 入学定員30名[注釈 6]

#### 専攻科
- なし

#### 別科
- 専修科 夜間部  入学定員50名[12]

#### 取得資格について
- 教職課程が設けられていた[注 12]。
  - 中学校教諭二級免許状
    - 英語：英語科第一部・第二部
    - 社会：商経科第一部・第二部、貿易科第一部・第二部
    - 職業：商経科第一部・第二部、貿易科第一部・第二部

  - 高等学校教諭免許状
    - 英語：英語科第一部・第二部
    - 社会：商経科第一部・第二部、貿易科第一部・第二部
    - 商業：商経科第一部・第二部、貿易科第一部・第二部

### 研究
- 『平和台論叢』[25]

## 対外関係

### 系列校
- 福岡大学

## 関連サイト
- 福岡大学沿革